# Sophie Cookson
Sophie Cookson (ur. 15 maja 1990 w Haywards Heath) – brytyjska aktorka filmowa, absolwentka Oxford School of Drama w Wootton (2013).

## Filmografia
- 2013: Moonfleet jako Grace Mohune (miniserial)
- 2014: Unknown Heart jako Millie Lancaster (film TV)
- 2014: Kingsman: Tajne służby (Kingsman: The Secret Service[1]) jako Roxy
- 2016: Łowca i Królowa Lodu (The Huntsman: Winter's War) jako Pippa
- 2017: Krucyfiks jako Nicole Rawlins
- 2017: Gypsy jako Sidney Pierce (serial TV, 10 odc.)
- 2017: Kingsman: Złoty krąg jako Roxy
- 2018: Szare śniegi Syberii jako Ona
- 2018: Tajemnice Joan jako młoda Joan
- 2019: Greed jako Lily
- 2019-20: The Trial of Christine Keeler jako Christine Keeler[1] (miniserial, 6 odc.)
- 2021: W nieskończoność jako Nora Brightman
- 2022: The Confessions of Frannie Langton jako Marguerite Benham (miniserial, 4 odc.)
- 2023: Stockholm Bloodbath jako Anne Eriksson